# Румер Вілліс
Румер Гленн Вілліс (англ. Rumer Glenn Willis; нар. 16 серпня 1988, Педука, Кентуккі, США) — американська акторка.

## Біографія
Старша дочка акторів Брюса Вілліса і Демі Мур, народилася 16 серпня 1988 в місті Педука (штат Кентуккі, США). Названа на честь британської новелістики Румер Годден. У кіно грає з 1995 року.
У Румер є дві молодші сестри — Скаут ЛаРу Вілліс (Scout LaRue Willis) і Талула Белль Вілліс (Tallulah Belle Willis). Румер має німецьке коріння — її бабуся по батькові була німкенею.
Румер Вілліс була визнана Міс Золотий Глобус 2008 (Miss Golden Globe for 2008).

## Фільмографія
| Рік         |   | Українська назва        | Оригінальна назва                        | Роль                                 |
| ----------- | - | ----------------------- | ---------------------------------------- | ------------------------------------ |
| 1995        | ф | Тоді і зараз            | Now and Then                             | Анджела Альбертсон                   |
| 1996        | ф | Стриптиз                | Striptease                               | Анджела Грант                        |
| 2000        | ф | Дев'ять ярдів           | The Whole Nine Yards                     | дівчина, що біжить між Джиммі і Озом |
| 2005        | ф | Заручник                | Hostage                                  | Аманда Теллі                         |
| 2008        | с |                         | Miss Guided                              | Шоуна                                |
| 2008        | ф | Зсередини               | From Within                              | Наталі                               |
| 2008        | ф | Хлопцям це подобається  | The House Bunny                          | Джоанна                              |
| 2008        | с | Армія дружин            | Army Wives                               | Ріні Телботт                         |
| 2008        | ф |                         | Streak                                   | Дри                                  |
| 2008        | ф | Повія                   | Whore                                    | Дівчина, що курить                   |
| 2008        | с | CSI: Місце злочину      | CSI: NY                                  | Маккіндра Тейлор                     |
| 2009        | ф | Дика вишня              | Wild Cherry                              | Кетлін Чейз                          |
| 2009        | ф | Крик у гуртожитку       | Sorority Row                             | Еллі Морріс                          |
| 2009 — 2010 | с | 90210: Нове покоління   | 90210                                    | Джіа                                 |
| 2009 — 2010 | с | Потай від батьків       | The Secret Life of the American Teenager | Гізер                                |
| 2014        | ф | Експеримент ганцфельд   | The Ganzfeld Haunting                    | Лакі                                 |
| 2018        | ф | Світ майбутнього        | Future World                             | Розі                                 |
| 2019        | ф | Одного разу в Голлівуді | Once Upon a Time in Hollywood            | Джоанна Петтет                       |